# Marcelo Arévalo
Marcelo Arévalo González (San Salvador, 17 ottobre 1990) è un tennista salvadoregno.
Specialista del doppio, ha vinto sedici titoli del circuito maggiore tra cui il Roland Garros 2022 in coppia con Jean-Julien Rojer, diventando il primo tennista del suo Paese ad aggiudicarsi un titolo del Grande Slam, e di nuovo nell'edizione 2024 in coppia con Mate Pavić.
Nel novembre 2024 ha raggiunto il 1º posto nel ranking mondiale. Vanta inoltre la finale in doppio misto agli US Open 2021 con Giuliana Olmos.

## Carriera

### Juniores
Esordisce nell'ITF Junior Circuit nel 2005 e l'anno successivo vince il primo titolo in doppio in un torneo minore, mentre il primo titolo in singolare arriva nel 2007, anch'esso in un torneo minore. Consegue i risultati più significativi nella prima parte del 2008, a marzo vince in doppio il suo primo titolo in un torneo di Grade 1, il paraguayano Asuncion Bowl, e subito dopo disputa la sua unica finale in un Grade A (il più alto livello tra gli juniores) nel torneo di singolare della Copa Gerdau. Dopo il trionfo in doppio a maggio nel Grade 1 "Citta' Di Santa Croce" sale all'8º posto nella graduatoria mondiale. In settembre disputa il suo ultimo torneo da juniores agli US Open e si spinge fino alla semifinale in doppio, il suo miglior risultato in una prova del Grande Slam di categoria. Chiude l'esperienza juniores con due titoli in singolare in tornei minori e cinque in doppio, tra i quali due di Grade 1.

### 2005-2012, esordio in Coppa Davis e primi titoli ITF da professionista
La sua prima isolata apparizione tra i professionisti avviene nel marzo 2005, a soli 14 anni, in occasione del suo esordio nella squadra salvadoregna di Coppa Davis, viene impiegato nel primo singolare della sfida persa 2-0 contro l'Honduras e viene seccamente sconfitto. Disputa il primo incontro nel circuito ITF Futures nel gennaio 2007 e per alzare i primi trofei da professionista deve aspettare il novembre 2009, il primo è quello vinto in singolare al torneo ITF Mexico F15, mentre la settimana successiva trionfa sia in singolare che in doppio al torneo El Salvador F2. Nel 2010 non vince alcun torneo e fa il debutto nel circuito Challenger vincendo un incontro in doppio al Challenger di Tulsa. Nel 2011 vince due tornei Futures in doppio, mentre nel 2012 ne vince due in singolare e quattro in doppio. Quell'anno esordisce nel circuito Challenger in singolare con una sconfitta al primo turno.

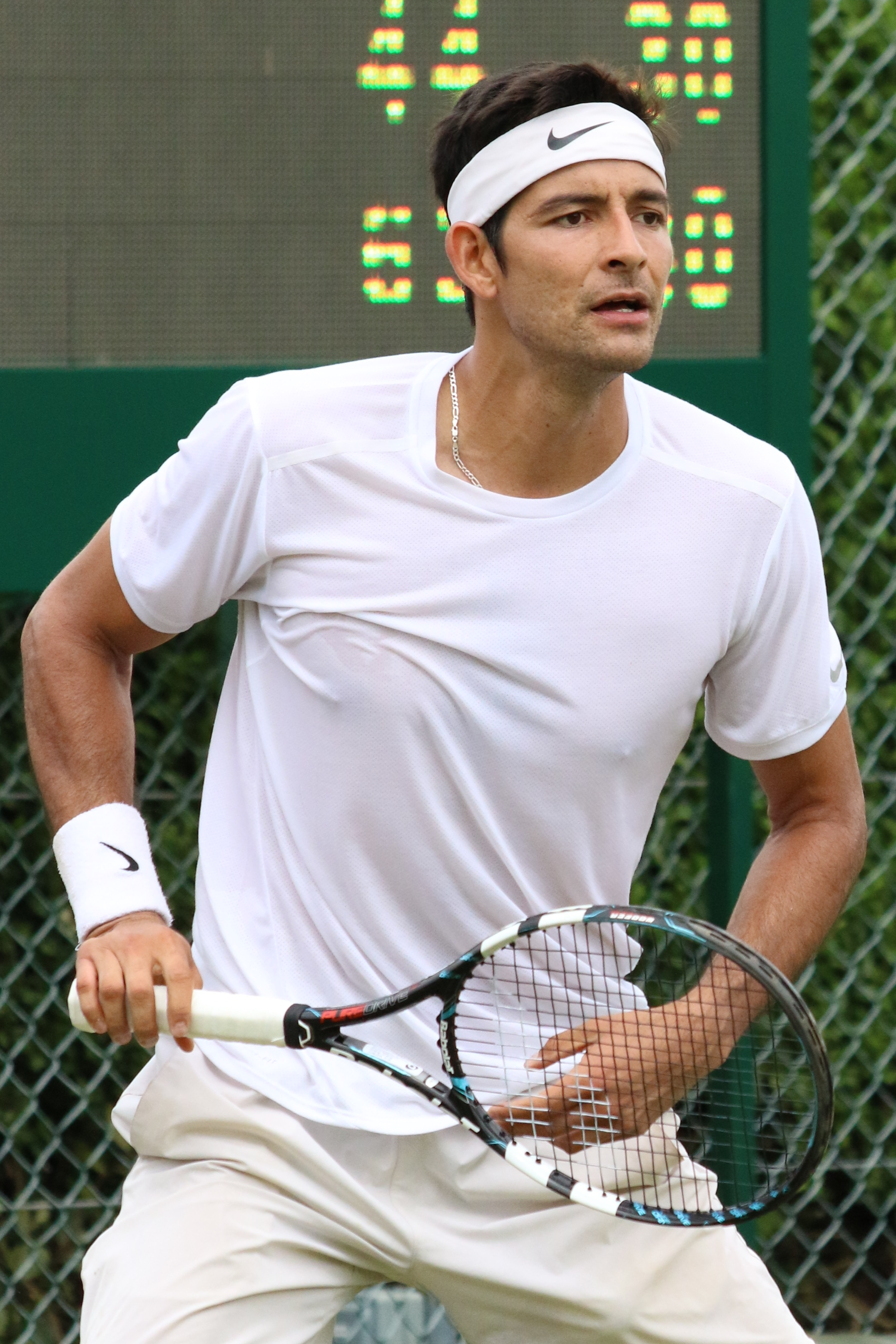
Arevalo nel 2016 a Wimbledon

### 2013-2017, primi titoli Challenger
Nella prima parte del 2013 vince altri tornei Futures, mentre nella seconda comincia a giocare con continuità nei Challenger e, alla prima finale disputata nella categoria, in luglio vince il titolo in doppio al Manta Open 2013 in coppia con Sergio Galdós. Nei tornei Challenger di singolare quell'anno non va oltre i quarti di finale. Sempre nel 2013 fa il suo esordio nel circuito maggiore con una vittoria al primo turno del torneo di doppio all'Open Colombia e viene eliminato nei quarti di finale. L'anno successivo vince solo tornei ITF e torna a vincere un Challenger in doppio nel 2015 all'Open Barranquilla. Sempre nel 2015 dirada i suoi impegni nei tornei ITF e li abbandona quasi del tutto nel 2016, dopo averne vinti 18 in doppio e 11 in singolare.
Sempre nel 2016 vince un titolo Challenger in doppio e disputa le prime finali Challenger in singolare, perse a San Luis Potosí e a Granby rispettivamente contro Peđa Krstin e Frances Tiafoe. Fa inoltre il suo esordio con una sconfitta in un torneo del Grande Slam a Wimbledon. Nel 2017 si afferma definitivamente nel circuito Challenger, in doppio disputa sette finali e ne vince cinque, tutte in coppia con Miguel Ángel Reyes Varela, mentre a settembre vince il primo titolo di categoria in singolare all'Open Bogotá, superando in finale il giocatore di casa Daniel Elahi Galán. In quella stagione disputa tre incontri di doppio nel circuito maggiore e ne vince solo uno.

### 2018, primo titolo ATP e top 50 in doppio
Nel luglio 2018 disputa la prima finale nel circuito maggiore sui campi in erba della Hall of Fame di Newport, e in coppia con Reyes Varela viene sconfitto da Taylor Fritz / Thanasi Kokkinakis. Il mese successivo conquista con Reyes Varela il primo titolo ATP al Los Cabos Open, ritrovano in finale Fritz / Kokkinakis e si prendono la rivincita imponendosi con il punteggio di 6-4, 6-4. Dopo le diverse eliminazioni subite in singolare nelle qualificazioni dei tornei ATP, a Los Cabos fa anche il suo esordio in una tabellone principale di singolare ed esce di scena al primo turno. Quell'anno vince i suoi primi incontri di doppio nei tornei del Grande Slam, al Roland Garros raggiunge il terzo turno e a Wimbledon il secondo. Resta comunque maggiormente impegnato nei Challenger e nel corso della stagione ne vince sei in doppio e gli ultimi due della carriera in singolare. A febbraio entra per la prima volta nella top 100 del ranking di doppio e ad agosto sale in 45ª posizione, in singolare si spinge in luglio fino alla 139ª posizione mondiale, che resterà il suo miglior ranking in carriera nella specialità.

### 2019-2020, due finali ATP
Nel 2019 si mette in luce esclusivamente in doppio, non ripete i buoni risultati del 2018 ma si mantiene nella top 100. A inizio stagione vince il suo primo incontro agli Australian Open. Il primo risultato di rilievo nel circuito maggiore è la semifinale raggiunta in febbraio con Jamie Cerretani a Delray Beach. A luglio torna a disputare la finale a Newport, e in coppia con Reyes Varela viene sconfitto da Marcel Granollers / Serhij Stachovs'kyj. Agli US Open gioca con Jonny O'Mara, al secondo turno battono le teste di serie nº 6 Mate Pavic / Bruno Soares e vengono eliminati al turno successivo. Nel circuito Challenger vince con Reyes-Varela i tornei di San Luis Potosí e Aptos. Nel 2020 disputa per la prima volta i quarti di finale in uno Slam agli Australian Open, dove in coppia con O'Mara viene eliminato da Ivan Dodig / Filip Polášek. Ancora con O'Mara raggiunge le semifinali di New York e Delray Beach e perde la finale di Santiago del Cile. Durante la stagione, caratterizzata dalla lunga pausa del tennis mondiale per il COVID-19, vince l'unico titolo nel Challenger di Parma. Dopo i negativi risultati del 2019 in singolare, dal 2020 limita drasticamente i suoi impegni nella specialità.

### 2021, un titolo ATP e 31º nel ranking, finale in doppio misto agli US Open
In coppia con Matwe Middelkoop torna a giocare nei quarti agli Australian Open, dove vengono eliminati da Jamie Murray / Bruno Soares, e raggiunge per la prima volta i quarti di finale in un Masters 1000 a Miami grazie al successo contro i numeri 1 e 2 del mondo Robert Farah / Juan Sebastián Cabal. Al Masters di Roma raggiungono la semifinale e a fine torneo Arevalo porta il best ranking alla 42ª posizione mondiale. Continua a migliorarsi nei mesi successivi, ad agosto arriva in semifinale anche al Masters di Cincinnati assieme a Fabio Fognini e a fine mese vince con Middelkoop il suo secondo titolo ATP a Winston-Salem. Al suo esordio in doppio misto in una prova del Grande Slam, raggiunge la finale agli US Open 2021 con Giuliana Olmos. Alcuni discreti risultati a fine stagione lo portano a chiudere il 2021 con il nuovo miglior ranking alla 31ª posizione mondiale.

### 2022, trionfo al Roland Garros, altri tre titoli ATP e 5º nel ranking
All'inizio del 2022 si presenta in campo con il nuovo compagno di doppio Jean-Julien Rojer e al loro esordio raggiungono la semifinale all'ATP 250 di Melbourne, risultato che porta Arevalo nella top 30. A febbraio vincono il torneo di Dallas, si ripetono al successivo torneo di Delray Beach e la settimana dopo perdono la finale nell'ATP 500 di Acapulco. Ad aprile raggiungono la semifinale al Monte Carlo Masters e a Barcellona. Dopo i deludenti risultati di maggio, a giugno arriva il risultato più importante nella carriera di Arevalo con il trionfo assieme a Rojer al Roland Garros; entrano in tabellone con la testa di serie nº 12 e perdono il primo set del torneo al terzo turno, quando eliminano le teste di serie nº 7 Tim Pütz / Michael Venus. In semifinale sconfiggono per 10-8 nel tie-break del set decisivo Rohan Bopanna / Matwé Middelkoop e in finale hanno la meglio in rimonta su Ivan Dodig / Austin Krajicek con il punteggio di 6-7, 7-6, 6-3, dopo oltre tre ore di gioco e dopo aver salvato tre match-ball nel secondo set. La settimana successiva entra per la prima volta nella top 10 del ranking, al 10º posto mondiale.
Raggiungono la semifinale ai successivi tornei sull'erba di Halle e Maiorca, e dopo l'eliminazione al primo turno a Wimbledon Arévalo sale all'8ª posizione mondiale. Con i quarti di finale raggiunti nei Masters di Montréal e Cincinnati si porta al 6º posto mondiale. Disputa per la prima volta la semifinale agli US Open, sempre assieme a Rojer, e vengono sconfitti in due set da Wesley Koolhof / Neal Skupski. Tornano in campo a ottobre e si aggiudicano il titolo a Stoccolma battendo in finale Lloyd Glasspool / Harri Heliövaara. A novembre porta il best ranking alla 5ª posizione. Al suo esordio nel torneo di fine anno viene eliminato con Rojer nel round-robin delle ATP Finals.

### 2023, vittoria a Toronto e altri due titoli ATP
A inizio stagione Arevalo e Rojer vincono il titolo all'Adelaide 2 ed escono nei quarti agli Australian Open. A febbraio si impongono nel torneo di Delray Beach. Eliminati nelle fasi iniziali dei tornei successivi, a maggio disputano la semifinale al Masters di Madrid e vengono sconfitti da Chačanov / Rublev che vinceranno il torneo. Con l'eliminazione nei quarti al Roland Garros, perdono la maggior parte dei punti guadagnati con il trionfo dell'anno precedente ed entrambi escono dalla top 10. Sconfitti al secondo turno a Wimbledon e al primo a Washington escono anche dalla top 20. Si riscattano con il trionfo a Toronto – nel primo titolo Masters 1000 per Arevalo – concedendo in finale solo 4 giochi ai numeri 5 e 6 del mondo Rajeev Ram / Joe Salisbury, e risalgono accoppiati al 7º posto mondiale. Escono nuovamente dalla top 10 dopo l'eliminazione al terzo turno degli US Open. Nel finale di stagione raggiungono i quarti allo Shanghai Masters e le semifinali al Japan Open e al Vienna Open.

### 2024, secondo titolo al Roland Garros, altri tre titoli ATP, semifinale agli US Open, ultimo atto alle ATP Finals e 1º nel ranking
All'inizio del 2024 termina il sodalizio con Rojer e ha inizio quello con Mate Pavić, e subito si impongono nel primo torneo stagionale con la vittoria in finale su Sander Gillé / Joran Vliegen all'Hong Kong Open. Non superano il terzo turno agli Australian Open e il secondo nei tornei successivi. Tornano a mettersi in luce raggiungendo le semifinali al Monte Carlo Masters e al Barcelona Open. Sconfitti in finale agli Internazionali d'Italia dai numeri 1 del mondo Marcel Granollers / Horacio Zeballos, vincono l'ATP 250 di Ginevra battendo Glasspool /  Rojer. A giugno si prendono la rivincita su Granollers / Zeballos in semifinale al Roland Garros e si aggiudicano il titolo con il successo in finale su Bolelli / Vavassori con il punteggio di 7-5, 6-4; il secondo Slam conquistato a Parigi consente ad Arévalo il rientro nella top 10.
Dopo le semifinali perse ai Queen's Club Championships e all'Eastbourne International, assieme a Pavić raggiunge per la prima volta i quarti a Wimbledon e perdono al tie-break del set decisivo contro i vincitori del torneo Harri Heliovaara / Henry Patten. Escono in semifinale anche al Canadian Open, mentre raccolgono un altro successo al Cincinnati Open superando in finale Mackenzie McDonald / Alex Michelsen. Perdono la semifinale agli US Open contro Kevin Krawietz / Tim Pütz dopo aver vinto il primo set, grazie a questi risultato sono la prima coppa a qualificarsi per le ATP Finals a fine torneo Arévalo porta il miglior ranking alla 4ª posizione mondiale. Vengono eliminati al primo turno nei successivi tornei di Shanghai, Vienna e Parigi, tuttavia migliora ulteriormente il suo ranking salendo al 3º posto mondiale. La settimana successiva, complice i punti scaduti a Marcel Granollers e Horacio Zeballos, diventa per la prima volta in carriera il nº 1 al mondo. Si qualifica insieme a Mate Pavić per le ATP Finals 2024, giungono fino all’ultimo atto e vengono sconfitti da Kevin Krawietz / Tim Pütz in due set.

### 2025, tre titoli Masters 1000, semifinale a Wimbledon e fine della supremazia nel ranking
Mantiene la vetta della classifica nei primi mesi del 2025 nonostante i risultati non siano dei migliori, non vince alcun torneo e ancora una volta esce nei quarti agli Australian Open. Torna al successo con Pavić aggiudicandosi l'Indian Wells Open, superando in finale Sebastian Korda / Jordan Thompson in due set. Si aggiudicano la doppietta chiamata Sunshine Double vincendo anche il successivo Miami Open con la vittoria in due set su Julian Cash / Lloyd Glasspool. Questi ultimi si prendono la rivincita in semifinale del Monte Carlo Masters su Arévalo / Pavić, che perdono poi anche la finale al Madrid Open contro Marcel Granollers / Horacio Zeballos. Tornano al successo agli Internazionali d'Italia, sconfiggendo in finale Fabien Reboul / Sadio Doumbia in tre set. Mantengono la 1ª posizione nonostante l'eliminazione al terzo turno al Roland Garros, dove erano campioni uscenti. Nel doppio misto arriva in semifinale in coppia con Zhang Shuai.
Raggiunge per la prima volta le semifinali a Wimbledon e cedono nel tie-break del set decisivo contro le sorprese del torneo Rinky Hijikata / David Pel; anche a Londra esce in semifinale in doppio misto con Zhang. Tornano in campo per i Masters 1000 di Toronto e Cincinnati, in entrambi escono nei quarti e termina il dominio nel ranking che durava dal novembre precedente, scendono appaiati alla 3ª posizione mondiale.

## Statistiche

### Doppio

#### Vittorie (16)
| Legenda doppio       |
| Grande Slam (2)      |
| ATP Finals (0)       |
| ATP Masters 1000 (5) |
| ATP Tour 500 (0)     |
| ATP Tour 250 (9)     |

| N.  | Data             | Torneo                              | Superficie  | Compagno                  | Avversari in finale                       | Punteggio            |
| 1.  | 4 agosto 2018    | Los Cabos Open, Cabo San Lucas      | Cemento     | Miguel Ángel Reyes Varela | Taylor Fritz Thanasi Kokkinakis           | 6-4, 6-4             |
| 2.  | 28 agosto 2021   | Winston-Salem Open, Winston-Salem   | Cemento     | Matwé Middelkoop          | Ivan Dodig Austin Krajicek                | 6(5)-7, 7-5, [10-6]  |
| 3.  | 13 febbraio 2022 | Dallas Open, Dallas                 | Cemento (i) | Jean-Julien Rojer         | Lloyd Glasspool Harri Heliövaara          | 7-6(4), 6-4          |
| 4.  | 20 febbraio 2022 | Delray Beach Open, Delray Beach     | Cemento     | Jean-Julien Rojer         | Oleksandr Nedovjesov Aisam-ul-Haq Qureshi | 6-2, 6(5)-7, [10-4]  |
| 5.  | 4 giugno 2022    | Open di Francia, Parigi             | Terra rossa | Jean-Julien Rojer         | Ivan Dodig Austin Krajicek                | 6(4)-7, 7-6(5), 6-3  |
| 6.  | 23 ottobre 2022  | Stockholm Open, Stoccolma           | Cemento (i) | Jean-Julien Rojer         | Lloyd Glasspool Harri Heliövaara          | 6-3, 6-3             |
| 7.  | 14 gennaio 2023  | Adelaide International 2, Adelaide  | Cemento     | Jean-Julien Rojer         | Ivan Dodig Austin Krajicek                | Walkover             |
| 8.  | 19 febbraio 2023 | Delray Beach Open, Delray Beach (2) | Cemento     | Jean-Julien Rojer         | Rinky Hijikata Reese Stalder              | 6–3, 6–4             |
| 9.  | 13 agosto 2023   | Canadian Open, Toronto              | Cemento     | Jean-Julien Rojer         | Rajeev Ram Joe Salisbury                  | 6–3, 6–1             |
| 10. | 6 gennaio 2024   | Hong Kong Open, Hong Kong           | Cemento     | Mate Pavić                | Sander Gillé Joran Vliegen                | 7-6(3), 6-4          |
| 11. | 25 maggio 2024   | Geneva Open, Ginevra                | Terra rossa | Mate Pavić                | Lloyd Glasspool Jean-Julien Rojer         | 7–6(2), 7–5          |
| 12. | 8 giugno 2024    | Open di Francia, Parigi (2)         | Terra rossa | Mate Pavić                | Simone Bolelli Andrea Vavassori           | 7–5, 6–3             |
| 13. | 19 agosto 2024   | Cincinnati Open, Cincinnati         | Cemento     | Mate Pavić                | Mackenzie McDonald Alex Michelsen         | 6–2, 6–4             |
| 14. | 15 marzo 2025    | Indian Wells Open, Indian Wells     | Cemento     | Mate Pavić                | Sebastian Korda Jordan Thompson           | 6–3, 6–4             |
| 15. | 29 marzo 2025    | Miami Open, Miami                   | Cemento     | Mate Pavić                | Julian Cash Lloyd Glasspool               | 7–6(3), 6–3          |
| 16. | 18 maggio 2025   | Internazionali d'Italia, Roma       | Terra rossa | Mate Pavić                | Sadio Doumbia Fabien Reboul               | 6–4, 6(8)–7, [13–11] |

#### Finali perse (7)
| Legenda              |
| Grande Slam (0)      |
| ATP Finals (1)       |
| ATP Masters 1000 (2) |
| ATP Tour 500 (1)     |
| ATP Tour 250 (3)     |

| N. | Data             | Torneo                         | Superficie  | Compagno                  | Avversari in finale                                 | Punteggio             |
| 1. | 21 luglio 2018   | Hall of Fame Open, Newport     | Erba        | Miguel Ángel Reyes Varela | Jonathan Erlich Artem Sitak                         | 1-6, 2-6              |
| 2. | 21 luglio 2019   | Hall of Fame Open, Newport (2) | Erba        | Miguel Ángel Reyes Varela | Marcel Granollers Serhij Stachovs'kyj               | 7-6(10), 4-6, [11-13] |
| 3. | 29 febbraio 2020 | Chile Open, Santiago           | Terra rossa | Jonny O'Mara              | Roberto Carballés Baena Alejandro Davidovich Fokina | 6(3)-7, 1-6           |
| 4. | 26 febbraio 2022 | Open del Messico, Acapulco     | Cemento     | Jean-Julien Rojer         | Feliciano López Stefanos Tsitsipas                  | 5-7, 4-6              |
| 5. | 19 maggio 2024   | Internazionali d'Italia, Roma  | Terra rossa | Mate Pavić                | Marcel Granollers Horacio Zeballos                  | 2–6, 2–6              |
| 6. | 17 novembre 2024 | ATP Finals, Torino             | Cemento (i) | Mate Pavić                | Kevin Krawietz Tim Pütz                             | 6(5)–7, 6(6)–7        |
| 7. | 19 maggio 2024   | Madrid Open, Madrid            | Terra rossa | Mate Pavić                | Marcel Granollers Horacio Zeballos                  | 4–6, 4–6              |

### Doppio misto

#### Finali perse (1)
| Legenda                 |
| ----------------------- |
| Australian Open (0)     |
| Open di Francia (0)     |
| Torneo di Wimbledon (0) |
| US Open (1)             |

| N. | Data              | Torneo            | Superficie | Compagna       | Avversari in finale            | Punteggio |
| 1. | 11 settembre 2021 | US Open, New York | Cemento    | Giuliana Olmos | Desirae Krawczyk Joe Salisbury | 5-7, 2-6  |

### Tornei minori

#### Singolare

##### Vittorie (14)
| Legenda tornei minori |
| Challenger (3)        |
| Futures (11)          |

| N. | Data              | Torneo                                      | Superficie  | Avversario in finale | Punteggio        |
| 1. | 10 settembre 2017 | Open Bogotá, Bogotà                         | Terra rossa | Daniel Elahi Galán   | 7-5, 6-4         |
| 2. | 1º aprile 2018    | San Luis Potosí Challenger, San Luis Potosí | Terra rossa | Roberto Cid Subervi  | 6-3, 6(3)-7, 6-4 |
| 3. | 22 aprile 2018    | Jalisco Open, Guadalajara                   | Cemento     | Christopher Eubanks  | 6-4, 5-7, 7-6(4) |

##### Sconfitte in finale (11)
| Legenda tornei minori |
| Challenger (3)        |
| Futures (8)           |

| N. | Data             | Torneo                                      | Superficie  | Avversario in finale | Punteggio |
| 1. | 27 marzo 2016    | San Luis Potosí Challenger, San Luis Potosí | Terra rossa | Peđa Krstin          | 4-6, 2-6  |
| 2. | 7 agosto 2016    | Challenger de Granby, Granby                | Cemento     | Frances Tiafoe       | 1-6, 1-6  |
| 3. | 18 novembre 2017 | Santiago Challenger 2, Santiago del Cile    | Terra rossa | Nicolás Jarry        | 1-6, 5-7  |

#### Doppio

##### Vittorie (35)
| Legenda tornei minori |
| Challenger (17)       |
| Futures (18)          |

| N.  | Data              | Torneo                                        | Superficie  | Compagno                  | Avversari in finale                    | Punteggio              |
| 1.  | 6 luglio 2013     | Trofeo Manta Open, Manta                      | Cemento     | Sergio Galdós             | Alejandro González Carlos Salamanca    | 6-3, 6-4               |
| 2.  | 12 settembre 2015 | Open Barranquilla, Barranquilla               | Terra rossa | Sergio Galdós             | Duilio Beretta Mauricio Echazú         | 6-1, 6-4               |
| 3.  | 12 novembre 2016  | Open Bogotá, Bogotà                           | Terra rossa | Sergio Galdós             | Ariel Behar Gonzalo Escobar            | 6-4, 6-1               |
| 4.  | 2 settembre 2017  | Quito Challenger, Quito                       | Terra rossa | Miguel Ángel Reyes Varela | Nicolás Jarry Roberto Quiroz           | 4-6, 6-4, [10-7]       |
| 5.  | 9 settembre 2017  | Open Bogotá, Bogotà                           | Terra rossa | Miguel Ángel Reyes Varela | Nikola Mektić Franko Škugor            | 6-3, 3-6, [10-6]       |
| 6.  | 16 settembre 2017 | Cary Challenger, Cary                         | Cemento     | Miguel Ángel Reyes Varela | Miķelis Lībietis Dennis Novikov        | 6(6)-7, 7-6(1), [10-6] |
| 7.  | 20 ottobre 2017   | Open Cali, Cali                               | Terra rossa | Miguel Ángel Reyes Varela | Sergio Galdós Fabrício Neis            | 6-3, 6-4               |
| 8.  | 3 novembre 2017   | Challenger Ciudad de Guayaquil, Guayaquil     | Terra rossa | Miguel Ángel Reyes Varela | Hugo Dellien Federico Zeballos         | 6-1, 6(7)-7, [10-6]    |
| 9.  | 10 febbraio 2018  | Kunal Patel San Francisco Open, San Francisco | Cemento (i) | Roberto Maytín            | Luke Bambridge Joe Salisbury           | 6-3, 6(5)-7, [10-7]    |
| 10. | 31 marzo 2018     | San Luis Potosí Challenger, San Luis Potosí   | Terra rossa | Miguel Ángel Reyes Varela | Jay Clarke Kevin Krawietz              | 6-1, 6-4               |
| 11. | 21 aprile 2018    | Jalisco Open, Guadalajara                     | Cemento     | Miguel Ángel Reyes Varela | Brydan Klein Ruan Roelofse             | 7-6(3), 7-5            |
| 12. | 19 maggio 2018    | Lisboa Belém Open, Lisbona                    | Terra rossa | Miguel Ángel Reyes Varela | Tomasz Bednarek Hunter Reese           | 6-3, 3-6, [10-1]       |
| 13. | 6 ottobre 2018    | Monterrey Challenger, Monterrey               | Cemento     | Jeevan Nedunchezhiyan     | Leander Paes Miguel Ángel Reyes Varela | 6-1, 6-4               |
| 14. | 27 ottobre 2018   | Las Vegas Tennis Open, Las Vegas              | Cemento     | Roberto Maytín            | Robert Galloway Nathan Pasha           | 6-3, 6-3               |
| 15. | 20 aprile 2019    | San Luis Potosí Challenger, San Luis Potosí   | Terra rossa | Miguel Angel Reyes-Varela | Ariel Behar Roberto Quiroz             | 1-6, 6-4, [12-10]      |
| 16. | 10 agosto 2019    | Aptos Challenger, Aptos                       | Cemento     | Miguel Angel Reyes-Varela | Nathan Pasha Max Schnur                | 5-7, 6-3, [10-8]       |
| 17. | 10 ottobre 2020   | Internazionali di Emilia-Romagna, Parma       | Terra rossa | Tomislav Brkić            | Ariel Behar Gonzalo Escobar            | 6-4, 6-4               |

##### Sconfitte in finale (24)
| Legenda tornei minori |
| Challenger (11)       |
| Futures (13)          |

[
| N.  | Data              | Torneo                                    | Superficie  | Compagno                  | Avversari in finale              | Punteggio           |
| 1.  | 3 agosto 2013     | São Paulo Challenger de Tênis, São Paulo  | Terra rossa | Nicolás Barrientos        | Fernando Romboli Eduardo Schwank | 7-6(6), 4-6, [8-10] |
| 2.  | 3 ottobre 2015    | Open Pereira, Pereira                     | Terra rossa | Juan Sebastián Gómez      | Andrés Molteni Fernando Romboli  | 4-6, 6(12)-7        |
| 3.  | 20 febbraio 2016  | Morelos Open, Cuernavaca                  | Cemento     | Sergio Galdós             | Philip Bester Peter Polansky     | 4-6, 6-3, [6-10]    |
| 4.  | 16 aprile 2016    | Sarasota Open, Sarasota                   | Terra verde | Sergio Galdós             | Facundo Argüello Nicolás Kicker  | 6-4, 4-6, [6-10]    |
| 5.  | 11 giugno 2016    | Città di Caltanissetta, Caltanissetta     | Terra rossa | Miguel Ángel Reyes Varela | Guido Andreozzi Andrés Molteni   | 1-6, 2-6            |
| 6.  | 5 novembre 2016   | Challenger Ciudad de Guayaquil, Guayaquil | Terra rossa | Sergio Galdós             | Ariel Behar Fabiano de Paula     | 2-6, 4-6            |
| 7.  | 18 febbraio 2017  | Tempe Challenger, Tempe                   | Cemento     | José Hernández-Fernández  | Walter Trusendi Matteo Viola     | 7-5, 2-6, [10-12]   |
| 8.  | 30 settembre 2017 | Tiburon Challenger, Tiburon               | Cemento     | Miguel Ángel Reyes Varela | André Göransson Florian Lakat    | 4-6, 4-6            |
| 9.  | 25 novembre 2017  | Rio Tennis Classic, Rio de Janeiro        | Terra rossa | Miguel Ángel Reyes Varela | Máximo González Fabrício Neis    | 7-5, 4-6, [4-10]    |
| 10. | 17 novembre 2018  | Challenger Series - Houston, Houston      | Cemento     | James Cerretani           | Austin Krajicek Nicholas Monroe  | 6-4, 6(3)-7, [5-10] |
| 11. | 17 gennaio 2020   | Bendigo Challenger, Bendigo               | Cemento     | Jonny O'Mara              | Nikola Ćaćić Denys Molčanov      | 6(3)-7, 4-6         |

## Risultati in progressione
| Sigla | Risultato               |
| ----- | ----------------------- |
| V     | Vincitore               |
| F     | Finalista               |
| SF    | Semifinalista           |
| O     | Oro olimpico            |
| A     | Argento olimpico        |
| SF    | Bronzo olimpico         |
| QF    | Quarti di Finale        |
| 4T    | Quarto turno            |
| 3T    | Terzo turno             |
| 2T    | Secondo turno           |
| 1T    | Primo turno             |
| RR    | Round Robin             |
| LQ    | Turno di qualificazione |
| A     | Assente                 |
| ND    | Non disputato           |

| Legenda superfici    |
| -------------------- |
| Cemento              |
| Terra battuta        |
| Erba                 |
| Superficie variabile |

### Singolare
Dal 2020 gioca in singolare solo in Coppa Davis.
| Tornei Grande Slam         |     |     |     |     |     |     |
| Australian Open, Melbourne | A   | Q2  | Q1  | Q2  | A   | 0-0 |
| Roland Garros, Parigi      | Q1  | Q1  | Q2  | A   | A   | 0-0 |
| Wimbledon, Londra          | Q2  | Q1  | Q1  | A   | ND  | 0-0 |
| US Open, New York          | Q1  | Q1  | Q2  | A   | A   | 0-0 |
| Vittorie-Sconfitte         | 0-0 | 0-0 | 0-0 | 0-0 | 0-0 | 0-0 |

### Doppio
| Tornei Grande Slam         |     |     |     |     |     |     |      |     |      |     |       |
| Australian Open, Melbourne | A   | A   | A   | 1T  | QF  | QF  | 1T   | QF  | 3T   | QF  | 15-7  |
| Roland Garros, Parigi      | A   | A   | 3T  | 1T  | 2T  | 3T  | V    | QF  | V    |     | 20-4  |
| Wimbledon, Londra          | 1T  | A   | 2T  | 2T  | ND  | A   | 1T   | 2T  | QF   |     | 6-6   |
| US Open, New York          | A   | A   | 1T  | 3T  | 1T  | 1T  | SF   | 3T  | SF   |     | 12-7  |
| Vittorie-Sconfitte         | 0-1 | 0-0 | 3-3 | 4-4 | 4-3 | 5-2 | 10-3 | 9-4 | 15-3 | 3-1 | 53-24 |
| Torneo di Fine Anno        |     |     |     |     |     |     |      |     |      |     |       |
| ATP Finals, Torino         | A   | A   | A   | A   | A   | A   | RR   | A   | F    |     | 4-4   |
| Vittorie-Sconfitte         | 0-0 | 0-0 | 0-0 | 0-0 | 0-0 | 0-0 | 1-2  | 0-0 | 3-2  |     | 4-4   |